# Olympische Sommerspiele 1992/Teilnehmer (Vanuatu)
| Gelbes Symbol für Goldmedaillen mit stilisierten Olympischen Ringen | Graues Symbol für Silbermedaillen mit stilisierten Olympischen Ringen | Braundes Symbol für Bronzemedaillen mit stilisierten Olympischen Ringen |
| ------------------------------------------------------------------- | --------------------------------------------------------------------- | ----------------------------------------------------------------------- |
| —                                                                   | —                                                                     | —                                                                       |

Vanuatu nahm bei den Olympischen Sommerspielen 1992 in Barcelona zum zweiten Mal an Olympischen Sommerspielen teil. Die Delegation umfasste sechs Athleten.

## Teilnehmer nach Sportart

### Leichtathletik
- Baptiste Firiam
Männer, 400 m: in der 1. Runde ausgeschieden (48,98 s)
Männer, 800 m: in der 1. Runde ausgeschieden (1:57,96 min)
- Andrea Garae
Frauen, 800 m: in der 1. Runde ausgeschieden (2:28,61 min)
- Mary-Estelle Kapalu
Frauen, 400 m: in der 1. Runde ausgeschieden (55,75 s)
Frauen, 400 m Hürden: in der 1. Runde ausgeschieden (1:00,97 min)
- Tawai Keiruan
Männer, 5000 m: in der 1. Runde ausgeschieden (15:27,46 min)
- Ancel Nalau
Männer, 100 m: in der 1. Runde ausgeschieden (10,96 s)
Männer, 200 m: in der 1. Runde ausgeschieden (22,01 s)
- Fletcher Wamilee
Männer, 1500 m: in der 1. Runde ausgeschieden (4:13,88 min)
- Jerry Jeremiah
Männer, 100 m: in der 1. Runde ausgeschieden (11,41 s)